# 桶ヶ谷沼
桶ヶ谷沼（おけがやぬま）は、静岡県磐田市の北東部に位置する沼。沼の周囲は豊かな自然が残されており、日本全国でも有数の『トンボの楽園』として知られる。日本の秘境100選の1つ。

## 地理
天竜川の流れによって作られた洪積台地の1つである磐田原の東縁の谷間に位置する。北には東名高速道路、南には国道1号が通っており、主要道路に囲まれた区域となっている。
桶ヶ谷沼は広い範囲でヨシやマコモに覆われており、水面が見える範囲は僅か0.017km2（時期により増減）ほどしかない。
桶ヶ谷沼には流入河川が1つも無いが、水が枯渇してしまう事はない。その水源は主に磐田原に降り注いだ雨水が山の斜面を伝って流れ込んでくるものや湧水となって湧き出したもの、その他すぐ東を流れる太田川からの湧水と推測されている。
すぐ北には桶ヶ谷沼と似たような性質を持つ鶴ヶ池という池が存在する。

## 歴史
桶ヶ谷沼の周辺はかつて湿地帯として広がっていた地域であるが、人間によって干拓され、水田として利用されてきた。また、沼自体も灌漑用の水源として使われた。その後長きに渡り主に農地として使用されてきたが、1950年代辺りから磐田市の工業誘致活動によって市内の工業が盛んになると、沼の周辺地域は経済的に見て立地条件の整った環境であったために急激に開発が進んでいき、段々と沼の近隣に開発の手が近づいていった。
そして1970年辺りに差し掛かると、この開発は沼の埋め立てが計画されてしまうまでに発展してしまう。しかし、沼とその周囲の自然を保護しようとする者や自然保護団体が反発。これを受け、開発推進側と自然保護側で「開発を進めて経済活動に貢献させるか、沼を保護し貴重な自然を存続させるか」の話し合いが長期にわたって何度も行われたが、両者の意見がまとまることは無かった。
そんな折、1985年に環境省のアメニティタウンモデル地区として市が指定される。これが契機となり、沼を保護する市民運動が活発化し、沼とその周辺区域の自然を保護する方針にほぼ固まることになる。このような背景があるために、経済的な立地条件の良さがある地域に存在しているにもかかわらず、沼とその周辺区域に大規模な開発の手が入る事無く現在まで存続させることができたのである。
その後、自然保護運動の広がりを受け、沼とその周辺区域の自然を保護すべく1989年から静岡県が沼周辺の土地を買収し始め、大部分の土地が県有地となった。そして1991年には沼とその周辺区域を県の自然環境保全地域に指定。さらに絶滅が危惧されているベッコウトンボへ人為的干渉を及ぼさないために一部の区域が野生動植物保護地区の特別区域に指定され、より一層の自然環境保護がなされることになる。2004年には桶ヶ谷沼ビジターセンターが開館。現在に至る。
地域住民と行政が協力してトンボの楽園を保全しているとして、2013年に第35回サントリー地域文化賞を受賞した。

## 希少生物の生息地
桶ヶ谷沼には多種多様な生物が生息している。その中には全国的に個体数が減っている生物や絶滅が危惧されている希少生物も含まれており、例として昆虫ではベッコウトンボ（詳細は後述）、植物ではオニバス、鳥類ではトモエガモなどがある。これらの希少生物が存在できる桶ヶ谷沼の一帯は日本でも貴重な自然環境であり、これら希少生物が今後も安定して個体数を維持できるよう、保護活動が盛んに行われている。

### トンボの楽園
桶ヶ谷沼は全国的にも『トンボの楽園』として有名である。沼で観測できるトンボの種類は、確認されているものだけでも67種に及ぶ。これは日本国内で観測できるトンボの種類のおよそ3分の1である。また、環境省のレッドデータブックにおいて絶滅危惧I類 (CR+EN)に指定されているベッコウトンボが安定して個体数を維持している国内唯一の場所でもあり、そのベッコウトンボを日本国内で観測できる最東端のポイントでもある。これが桶ヶ谷沼が『トンボの楽園』と呼ばれる所以である。
しかし近年、沼の水質が悪化したのに伴い、ヤゴ（トンボの幼虫）の天敵でもあるアメリカザリガニが大量発生。その結果ベッコウトンボの数が著しく減少してしまう。このため、アメリカザリガニの捕獲を試みたり、ヤゴをアメリカザリガニの脅威から守るために沼から少し離れた所で育成させたりなどの対策を行い、数年後には回復を見せているが、アメリカザリガニの数はまだ充分には減っておらず、またこれ以外にもブラックバスに代表される外来魚の侵入もトンボの個体数が減少する一因と指摘されており、トンボの楽園が崩壊せぬよう今後も引き続き対策が行われる予定である。

## ギャラリー

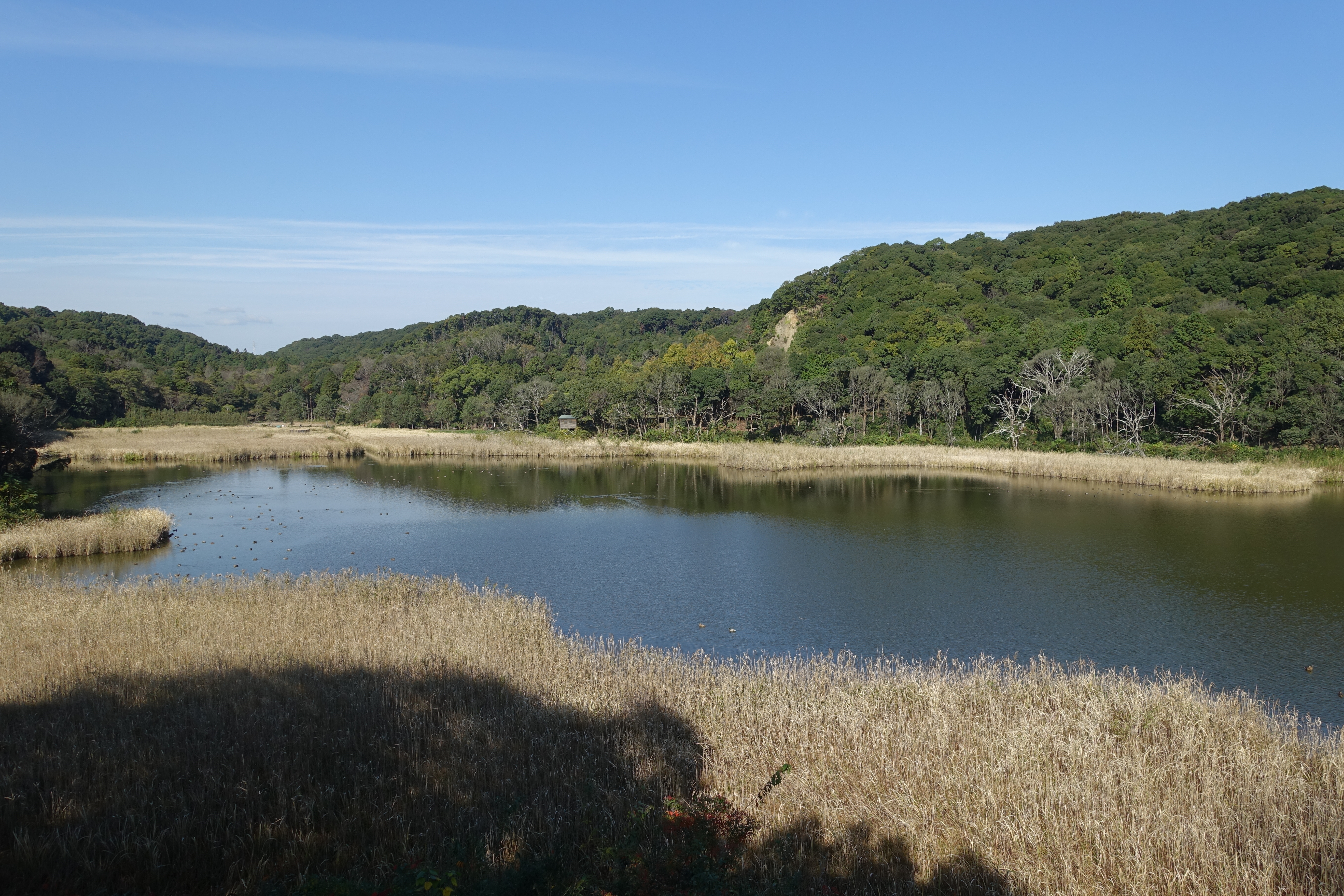
11月の桶ヶ谷沼、南側の観察小屋Cより
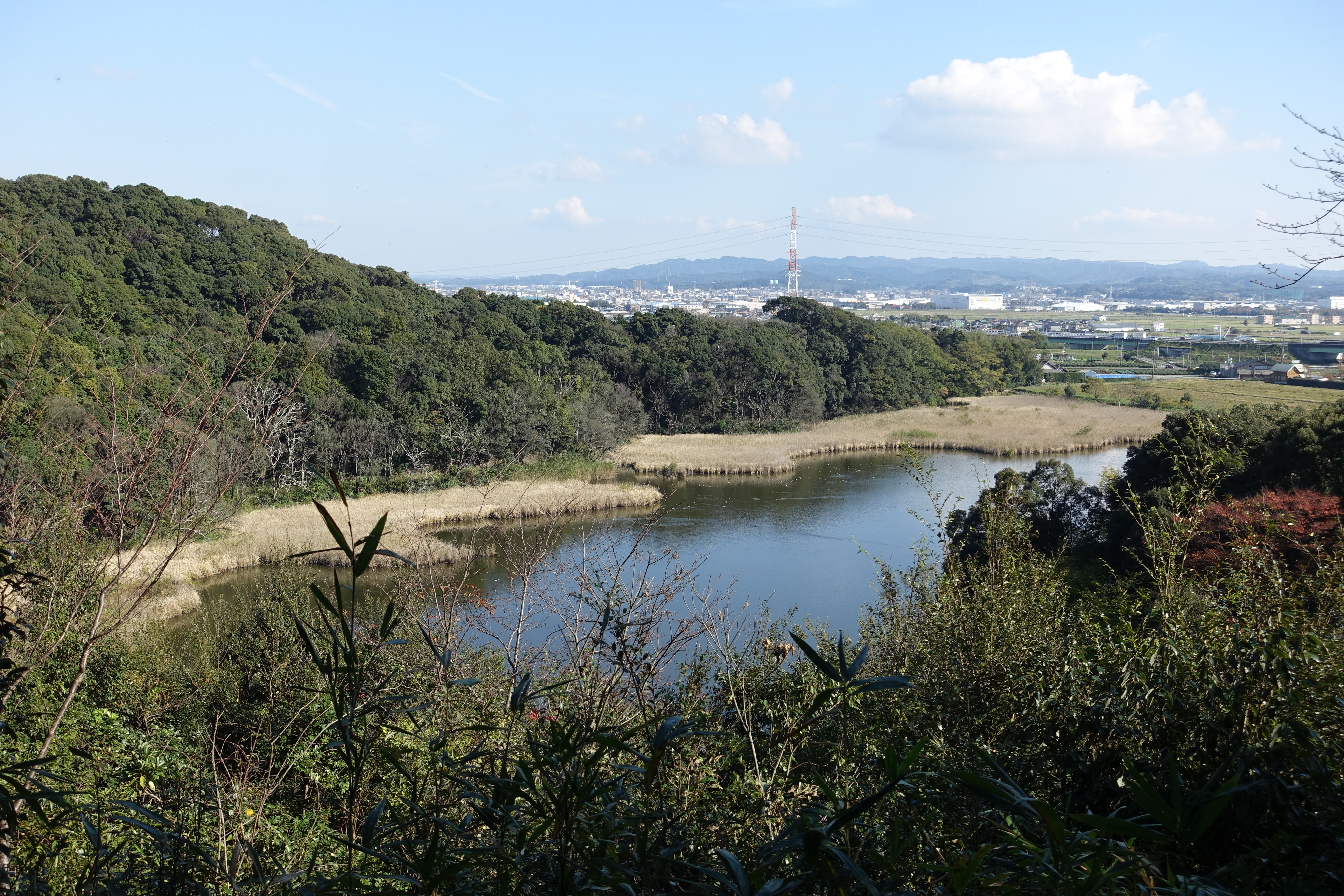
11月の桶ヶ谷沼、西側の観察小屋B付近より